# Haitianisch-tschechische Beziehungen
Die haitianisch-tschechischen Beziehungen beschreiben das bilaterale Verhältnis zwischen der Republik Haiti und der Tschechischen Republik.

## Geschichte und Stand
Die im Jahr 1804 von Frankreich unabhängig gewordene Republik Haiti und das 1993 aus der Auflösung der Tschechoslowakei entstandene Tschechien unterhalten seit 2005 diplomatische Beziehungen. Im Jahr 1943 nahm die Tschechoslowakische Exilregierung Beziehungen mit Haiti auf, diese wurden jedoch 1948 nach dem kommunistischen Februarumsturz in Prag abgebrochen.
Die entsprechende gemeinsame Erklärung wurde am 15. Dezember 2005 von den Leitern der Ständigen Vertretungen beider Länder bei den Vereinten Nationen in New York unterzeichnet. Es wurden keine diplomatischen oder konsularischen Vertretungen im jeweils anderen Land eingerichtet. Die tschechische Botschaft in Havanna/Kuba ist auch für Haiti zuständig. Ferner hat Tschechien einen Honorarkonsul in Haiti bestellt, der in Pétionville ansässig ist.
Nach dem verheerenden Erdbeben in Haiti im Januar 2010 stellte die Regierung Tschechiens 1,1 Mio. US-Dollar Soforthilfe für die internationalen Hilfsmaßnahmen im Katastrophengebiet zur Verfügung. Nichtregierungsorganisationen wie People in Need sammelten private Hilfsgelder in gleicher Höhe und das Verteidigungsministerium stellte ein Team von Katastrophenhelfern zusammen. Allerdings gelang es den amtlichen Stellen nicht, einen Hilfsflug nach Port-au-Prince zu organisieren. Weitere humanitäre Initiativen fanden in den folgenden Monaten großes Echo, das unter anderem der Organisation Médecins sans frontières République tchèque (Ärzte ohne Grenzen) zugutekam.
An der Czech University of Life Sciences Prague wurde von 2010 bis 2012 ein strategisches Projekt zur Verbesserung der landwirtschaftlichen Produktion in Haiti durchgeführt. Projektpartner waren ADRA Kanada und lokale Initiativen vor Ort. 600 Familien erfuhren Unterstützung, 400 Landwirte wurden fortgebildet und vier Ausbildungszentren wurden errichtet.
Am 8. November 2017 wurde als neuer tschechischer Botschafter Vladimir Eisenbruk vom haitianischen Präsidenten Jovenel Moïse zur Überreichung seines Beglaubigungsschreibens empfangen.
Die CARITAS der tschechischen Stadt Olmütz unterhält ein umfangreiches Partnerschaftsprogramm für Waisenkinder in Haiti, deren Schulbesuch gewährleistet wird und die mindestens eine warme Mahlzeit am Tag erhalten.